# 1114 Lorraine
1114 Lorraine là một tiểu hành tinh vành đai chính bay quanh Mặt Trời. Nó được phát hiện bởi Alexandre Schaumasse ngày 17 tháng 11 năm 1928 ở Nice, Pháp. It was independently discovered a day later bởi L. Volta ở Pino Torinese, Ý. Tên ban đầu của nó là 1928 WA. Nó được đặt theo tên the region và former duchy in northeastern France, a remnant of the medieval kingdom Lotharingia.